# えかきや
えかきやは、日本のアニメーション制作会社。

## 概要・沿革
代表である小林美代子は高校卒業後に上京。撮影、編集、色彩設定などを手掛け演出助手などを務め、手塚プロダクション、スタジオジブリで経験を積み2014年岡山に帰郷。2016年に総社市の商店街に本社を開設し、『ポケットモンスター』、『ハイキュー!!』、『ジョジョの奇妙な冒険』などのアニメ制作に関わっている。事業はアニメーション制作のみならず米、野菜などの生産、販売も行っている。同社は岡山県総社市に所在する岡山本社と東京都に所在する東京支社の2社がある。

## 主な参加作品
2016年
- チア男子!!
- ジョジョの奇妙な冒険　ダイヤモンドは砕けない
- 夏目友人帳
- TRICKSTER -江戸川乱歩「少年探偵団」より-

2017年
- ボールルームへようこそ
- 将国のアルタイル
- 月がきれい

2018年
- ちいさな英雄-カニとタマゴと透明人間-

2019年
- 天気の子
- 二ノ国
- それいけ!アンパンマン きらめけ!アイスの国のバニラ姫

2020年
- クレヨンしんちゃん
- クレヨンしんちゃん 激突! ラクガキングダムとほぼ四人の勇者

2025年
- BEYBLADE X（作画監督・原画・第2原画・動画・仕上げ）